# ICAO-Karte
Als ICAO-Karten werden Luftfahrtkarten bezeichnet, die nach den Richtlinien der Internationalen Zivilluftfahrtorganisation (International Civil Aviation Organisation, ICAO) gestaltet sind.

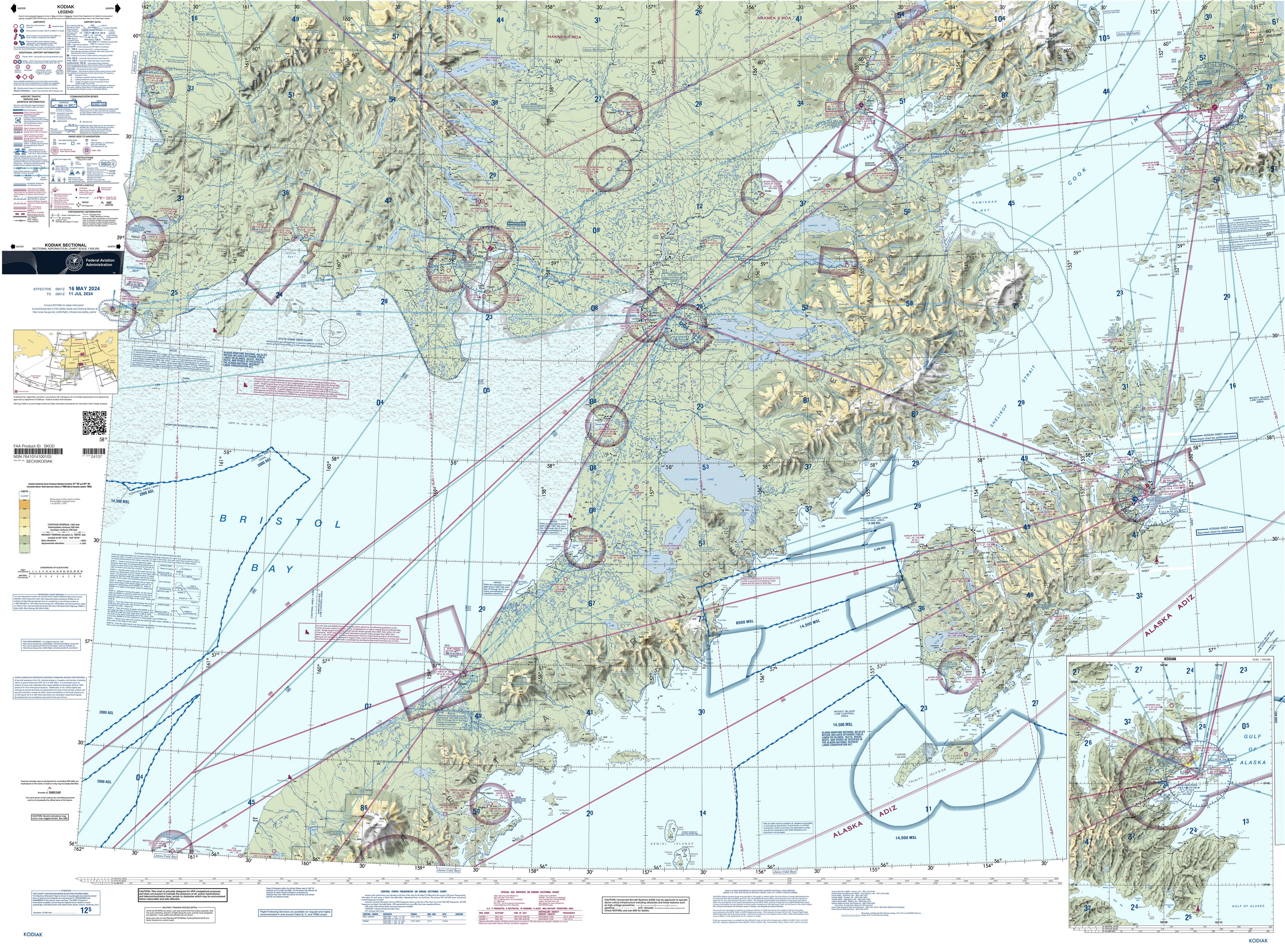
Sichtflug ICAO-Karte der FAA, Bereich Alaska-Halbinsel und Kodiak-Archipel, Mai 2024, Maßstab 1: 500.000

## Richtlinien
Diese Richtlinien betreffen insbesondere
- einheitliche Maßstäbe (z. B. 1:200.000, 1:500.000, 1:1 Million, 1:2 Millionen)
- Kartenprojektion und Kartenschnitt (beim Maßstab 1:1 Million in mittleren Breiten z. B. 4 x 6°)
- notwendiger Inhalt
  - Gelände, Gewässer, Siedlungen, Verkehrswege
  - Flugplätze, Luftstraßen, VOR- und andere Funkfeuer
  - Lufträume, Isogone (Linien gleicher Ortsmissweisung), Flugverbotszonen etc.
- genormte Signaturen des Inhalts
- Höhenbezug und Kartenlegende.

Die Richtlinien wurden erstmals 1945 von der Vorgängerorganisation PICAO und 1949 von der ICAO vereinbart und im ICAO-Annex Nr. 4 Aeronautical Charts (Luftfahrtkarten) veröffentlicht. In größeren Zeitabständen wird der Annex 4 den technischen Entwicklungen angepasst.

## Arten der Luftfahrtkarten
Zu den ICAO-Karten zählen beispielsweise die Sichtflug-Karten für die Allgemeine Luftfahrt (häufigster Maßstab 1:500.000 oder 1:1 Million), die kleinmaßstäbigeren Enroute-Karten für den Instrumentenflug, IFR-Approach Charts in den sog. d-TPP`s (digital terminal procedure publications), Übersichtskarten, Hinderniskarten AOC's und PATC' sowie vereinzelte Sonderkarten (früher z. B. wichtig für Funkpeilung oder Decca-Ortung).
Amtliche Karten werden ausschließlich von der DFS Deutsche Flugsicherung im Auftrag des BMVI herausgegeben und sind hinsichtlich des sogenannten Flugsicherungs-Aufdrucks verbindlich. Karten für den Linienflug werden jedoch von Privatfirmen (z. B. Jeppesen Sanderson) oder den Fluggesellschaften herausgegeben und folgen nicht immer den ICAO-Richtlinien. So sind in den USA nach wie vor Kartenmaßstäbe mit unrunden Verhältnissen in Gebrauch, beispielsweise 1:633.000 (1 Zoll = 10 Meilen) oder ähnliche Darstellungsweisen.
Die ICAO-Karten 1:500.000 dienen in der Allgemeinen Luftfahrt einerseits als Sichtflugkarten (Orientierung während des Flugs) mittels Karten-Gelände-Vergleich, siehe auch Visual Flight Rules (VFR), andererseits zur Flugplanung und -Vorbereitung. Da generell der Pilot für die korrekte Befliegung des Luftraums verantwortlich ist, muss er sich sowohl über die Flug- und Wetterbedingungen informieren als auch für die Ausstattung mit geeignetem Kartenmaterial und Navigationsinstrumenten sorgen.

## ICAO-Karten im engeren Sinn
Die Standardkarte für den privaten VFR-Flugverkehr ist die eigentliche ICAO-Karte im Maßstab 1:500.000. Hierbei entspricht 1 cm auf der Karte 5 km in der Natur, was 
- bereits einen ausreichenden Überblick gibt,
- gleichzeitig noch gute Darstellung von Gewässern und wichtigen Verkehrswegen.

Vereinzelt werden Maßstäbe 1:250.000 (für den Segelflug) und 1:1 Million (für größere Flughöhen) verwendet.

### Karten für die Sichtnavigation
Für die Sichtnavigation ist der am häufigsten verwendete Maßstab 1:500.000, in dem fast alle Länder ihr Staatsgebiet und dessen Umgebung kartieren. Andere Maßstäbe sind 1:250.000 und 1:300.000. Bei sehr gutem Kartenmaterial ist 1:1 Million gerade noch für grobe Sichtnavigation verwendbar.
Diese Karten werden als ICAO-Karten im engeren Sinn verstanden. Sie enthalten eine gute Darstellung der Topografie (Gelände, Gewässer) in Schichtenlinien, die sich nach den amtlichen Landkarten richten. Meist hat das Gelände auch Schummerung (Lichteinfall von NW) und immer einen Waldaufdruck in zarten Grüntönen.
Kartometrisch genau dargestellt sind alle mittleren und größeren Gewässer, etwas generalisiert das Straßennetz (Landes- und Bundesstraßen, Autobahnen), Eisenbahnen und andere breite Verkehrswege. Punktgenau sind die Ortskerne aller größeren Siedlungen kartiert (je nach Landestypus ab etwa 2.000 bis 5.000 Einwohnern), sowie bei Städten die Umrisse des dicht verbauten Gebietes.
Hilfreich zur Orientierung in niedrigen Flughöhen sind Landmarken wie Kirchen (übliche Signatur Kreis+Kreuz) und Hochhäuser – die ebenso wie Masten ab 100 m Höhe immer eingezeichnet sind – sowie Aussichtswarten, Straßen- oder Bahnkreuzungen und Unterführungen.

### Projektions- und Höhensystem
Als Kartenprojektion hat sich überwiegend Lamberts winkeltreue Kegelprojektion durchgesetzt, die mit zwei Bezugsparallelkreisen nördlich und südlich der Kartenmitte nur geringe Verzerrungen aufweist. Sie hat ähnliche Projektionsformeln wie die Internationale Weltkarte 1:1 Million. In den Polargebieten ab etwa 75° oder 80° Breite wird die polständige stereografische Projektion verwendet (siehe auch Universale Polare Stereografische Projektion).
Im Höhensystem haben sich zwar mit dem Fall des Ostblocks die von den USA seit jeher verwendeten Höhen in Fuß (1000 feet = 304,8 Meter) durchgesetzt und sind auch das Maß für die sogenannten Flugflächen. Doch weil topografische Karten normalerweise im metrischen System gehalten sind, werden diese runden Schichtenlinien in die ICAO-Karten übernommen und einfach in Fuß angeschrieben. So werden die gebräuchlichen 100 m-Schichtenlinien des Geländes zu Vielfachen von 328-Fuß-Schichtenlinien.

### Sonderkarten und ergänzende Navigationsmethoden
Während die Sichtnavigation für den heutigen Linienflug kaum mehr von Bedeutung ist, sind großmaßstäbige Sonderkarten für einige spezielle Anwendungen vonnöten.
Für den Segelflug gibt es wegen der geringeren Flughöhe auch vereinzelte Spezialkarten im Maßstab 1:200.000 bis 1:300.000, die das Gelände genauer darstellen, aber auch alle Seilbahnen und sonstige Luftfahrthindernisse unter 100 m Höhe. Für letztere gibt es eigene Datenbanken, deren Vollständigkeit aber (trotz Meldepflicht der Betreiber) immer noch zu wünschen übrig lässt.
Zur Erleichterung der Navigation in hochkomplexen Lufträumen und für Gebiete ohne moderne Hilfsmittel der Navigation sind noch großmaßstäbige Anflugkarten der Flugplatzumgebungen zu erwähnen sowie für den Langstreckenflug sogenannte Routenkarten im Maßstab 1:1 Million oder kleiner.
Neben der Verwendung von Karten zur Sichtnavigation müssen Piloten das nötige Wissen und Instrumentarium für andere Navigationsverfahren besitzen. Am wichtigsten sind
- Koppelnavigation mit Kompass und Fluggeschwindigkeit, kombiniert mit Flugerfahrung (Lage- und Raumgefühl, „Sitzfleisch“ für Höhenänderungen)
- Funknavigation mit VOR- und NDB-Funkfeuern (die auf den Karten enthalten sein müssen),
- GPS-gestützte Satellitennavigation
- sowie diverse Anflughilfen im Umkreis von Flugplätzen.